# 2.7×9 мм Колібрі
2.7×9 мм Колібрі - австрійський пістолетний патрон. Найменший патрон, який серійно випускався.
Інші позначення патрона -  2.7 mm Kolibri Auto Pistol;  2 mm Kolibri; 2.7 Kolibri Selbstlade Pistole; 2.7mm Colibri; 2.7×9 Kolibri Auto 1913; XCR 03 009 CGC010; SAA 0015.

## Історія
Розроблений в 1910 році, випуск патрона почався в 1913 році. Патрон 2.7×9 мм виробляли в Австро-Угорщині, пізніше в Австрійській республіці, з 1910-х по 1930-і роки. 
Сьогодні патрон не випускається і ніякого застосування не має.

## Характеристики
- Тип - патрон центрального запалення.
- Реальний калібр кулі - 2.718 мм
- Маса кулі - 0.2 г
- Довжина гільзи - 9 мм
- Діаметр плеча гільзи - 3.5 мм
- Діаметр дульця гільзи - 3.3 мм
- Діаметр фланця гільзи - 3.6 мм
- Початкова швидкість кулі - 200 м/с
- Дульна енергія кулі - 4 Дж